# Ameur Seflia
Ameur Seflia (franska: Ameur Seflia (CR), Ameur Seflia (Commune Rurale), arabiska: سوق الاربعاء (البلدية)) är en kommun i Marocko.   Den ligger i provinsen Kénitra och regionen Rabat-Salé-Kénitra, i den norra delen av landet, 60 km nordost om huvudstaden Rabat. Antalet invånare är 41 058.